# Ratko Dostanić
Ratko Dostanić (ur. 25 października 1959 w Lučani) – serbski piłkarz i trener piłkarski.

## Kariera
We Francji ukończył Szkołę Trenerów. Tam też rozpoczął pracę szkoleniową, najpierw w Racingu Paryż, następnie w pierwszoligowym Le Mans FC. Później był asystentem Slavoljuba Muslina w Crvenej Zvezdzie i Lewskim Sofia. Do pracy w charakterze pierwszego trenera powrócił w Slawii Sofia (grudzień 2003 – styczeń 2004), Obiliciu Belgrad, Sartidzie Smederovo i – od października 2004 do czerwca 2005 – Crvenej Zvezdy.
Od czerwca do grudnia 2006 roku po raz drugi był opiekunem piłkarzy Slawii Sofia. Później krótko pracował w OFK Beograd i FK Bežanija. W październiku 2007 roku został trenerem drugoligowego klubu greckiego PAE Weria.